# Поздимирська сільська рада
| Поздимирська сільська рада — колишній орган місцевого самоврядування у Червоноградському районі Львівської області з адміністративним центром у с. Поздимир. Історична дата утворення: в 1991 році. Водоймища на території, підпорядкованій даній раді: річка Свинка. Сільській раді підпорядковані населені пункти: - с. Поздимир |

## Склад ради
Рада складається з 16 депутатів та голови.

### Керівний склад ради
| ПІБ                        | Основні відомості                                                                             | Дата обрання | Дата звільнення |
| -------------------------- | --------------------------------------------------------------------------------------------- | ------------ | --------------- |
| Покотило Василь Григорович | Сільський голова, 1954 року народження, освіта, член Всеукраїнського об'єднання «Батьківщина» | 26.03.2006   | 31.10.2010      |
| Покотило Василь Григорович | Сільський голова, 1954 року народження, освіта середня спеціальна, позапартійна               | 31.10.2010   |                 |

Примітка: таблиця складена за даними джерела